# Campeonato Mundial de Atletismo de 2011 - 100 m feminino

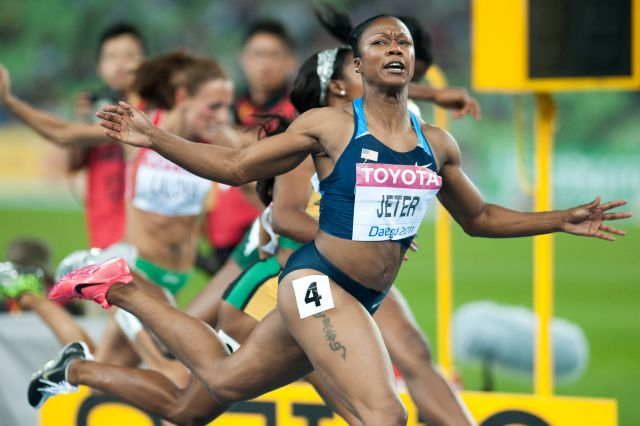
Carmelita Jeter durante o Atletismo dos campeonatos mundiais de 2011 em Daegu

A prova dos 100 metros feminino do Campeonato Mundial de Atletismo de 2011 foi disputada entre 27 e 29 de agosto no Daegu Stadium, em Daegu.

## Recordes
Antes desta competição, os recordes mundiais e do campeonato nesta prova eram os seguintes.
| Tipo                  | Atleta                   | Tempo | Local        | Data                 | Ref |
| --------------------- | ------------------------ | ----- | ------------ | -------------------- | --- |
|                       | Florence Griffith Joyner | 10,49 | Indianápolis | 16 de julho de 1988  | ver |
| Recorde do campeonato | Marion Jones             | 10,70 | Sevilha      | 28 de agosto de 1999 | ver |

## Medalhistas
| Ouro                  | Prata                         | Bronze                   |
| Carmelita Jeter (USA) | Veronica Campbell-Brown (JAM) | Kelly-Ann Baptiste (TRI) |

## Cronograma
| Data         | Hora  | Evento          |
| ------------ | ----- | --------------- |
| 27 de agosto | 11:30 | Fase preliminar |
| 28 de agosto | 12:10 | Bateria         |
| 29 de agosto | 19:30 | Semifinal       |
| 29 de agosto | 21:45 | Final           |

Todos os horários são horas locais (UTC +9)

## Resultados

### Fase preliminar
Qualificação: Os 3 de cada bateria (Q) e o 4 mais rápidos (q) avançam para a fase de baterias.
Vento: Bateria 1: -0.1 m/s, Bateria 2: -0.5 m/s, Bateria 3: +1.8 m/s, Bateria 4: +1.8 m/s, Bateria 5: - 3 m/s
| Classificação | Atleta                           | Tempo        |
| ------------- | -------------------------------- | ------------ |
| 1             | Belize Kaina Martinez            | 12 s 14 (PB) |
| 2             | Seicheles Joanne Pricilla Loutoy | 12 s 29 (PB) |
| 3             | Nauru Lovelite Detenamo          | 12 s 63 (PB) |
| 4             | Anguila Shinelle Proctor         | 12 s 89 (PB) |
| 5             | Nepal Chandra Kala Thapa         | 13 s 17 (SB) |
| 6             | Laos Boudsadee Vongdala          | 13 s 56 (SB) |
| 7             | Kiribati Kabotaake Romeri        | 13 s 71 (PB) |
| DQ            | Guiné Youlia Camara              |              |

| Classificação | Atleta                                          | Tempo        |
| ------------- | ----------------------------------------------- | ------------ |
| 1             | Camarões Delphine Atangana                      | 11 s 57      |
| 2             | Comores Feta Ahamada                            | 12 s 27 (SB) |
| 3             | Malta Diane Borg                                | 12 s 29      |
| 4             | São Tomé e Príncipe Gloria Diogo                | 12 s 52 (SB) |
| 5             | Mali Djénébou Danté                             | 12 s 62 (SB) |
| 6             | Turquemenistão Maysa Rejepova                   | 13 s 43 (PB) |
| 7             | Estados Federados da Micronésia Mihter Wendolin | 14 s 69      |

| Classificação | Atleta                            | Tempo        |
| ------------- | --------------------------------- | ------------ |
| 1             | Libéria Phobay Kutu-Akoi          | 11 s 62      |
| 2             | Tajiquistão Vladislava Ovcharenko | 12 s 26      |
| 3             | Ilhas Cook Patricia Taea          | 12 s 44 (PB) |
| 4             | Guam Pollara Cobb                 | 12 s 64      |
| 5             | Níger Nafissa Souleymane          | 12 s 74 (PB) |
| 6             | Ilhas Salomão Joycelyn Taurikeni  | 13 s 16 (PB) |
| 7             | Palau Rubie Joy Gabriel           | 13 s 48 (PB) |

| Classificação | Atleta                                            | Tempo        |
| ------------- | ------------------------------------------------- | ------------ |
| 1             | Coreia do Sul Jung Hye-lim                        | 11 s 90      |
| 2             | Taipé Chinesa Liao Ching-Hsien                    | 11 s 98      |
| 3             | Angola Alda Paulo                                 | 12 s 85 (PB) |
| 4             | República Democrática do Congo Maguy Safi Makanda | 13 s 05 (PB) |
| 5             | Tuvalu Asenate Manoa                              | 13 s 92      |
| 6             | Samoa Americana Megan West                        | 13 s 95 (PB) |
| 7             | Mauritânia Bonko Camara                           | 14 s 05 (SB) |

| Classificação | Atleta                                | Tempo        |
| ------------- | ------------------------------------- | ------------ |
| 1             | Malásia Norjannah Hafiszah Jamaludin  | 12 s 06      |
| 2             | Moçambique Anatercia Quive            | 12 s 31      |
| 3             | San Marino Martina Pretelli           | 12 s 47 (NR) |
| 4             | Macedônia do Norte Ivana Rožhman      | 12 s 48      |
| 5             | Marianas Setentrionais Yvonne Bennett | 12 s 78      |
| 6             | Vanuatu Susan Tama                    | 13 s 29 (PB) |
| 7             | Tonga Belinda Talakai                 | 13 s 73      |

### Bateria
Qualificação: Os 3 de cada bateria (Q) e os 3 mais rápidos (q) avançam para a semifinal.
Vento: Bateria 1: +0.3 m/s, Bateria 2: +1.4 m/s, Bateria 3: +1.0 m/s, Bateria 4: +0.1 m/s, Bateria 5: +0.9 m/s, Bateria 6: +2.2 m/s, Bateria 7: +0.5 m/s
| Classificação | Atleta                         | Tempo     |
| ------------- | ------------------------------ | --------- |
| 1             | Estados Unidos Carmelita Jeter | 11 s 21 Q |
| 2             | Jamaica Sheniqua Ferguson      | 11 s 36 Q |
| 3             | Grã-Bretanha Jeanette Kwakye   | 11 s 42 Q |
| 4             | Cuba Nelkis Casabona           | 11 s 47   |
| 5             | Polónia Marta Jeschke          | 11 s 73   |
| 6             | Taipé Chinesa Ching-Hsien Liao | 12 s 16   |
| 7             | Belize Kaina Martinez          | 12 s 18   |
| 8             | Guam Pollara Cobb              | 12 s 55   |

| Classificação | Atleta                           | Tempo          |
| ------------- | -------------------------------- | -------------- |
| 1             | Jamaica Kerron Stewart           | 11 s 13 Q      |
| 2             | Gabão Ruddy Zang Milama          | 11 s 20 Q      |
| 3             | Noruega Ezinne Okparaebo         | 11 s 21 Q (NR) |
| 4             | Trinidad e Tobago Semoy Hackett  | 11 s 27 q      |
| 5             | Roménia Andreea Ograzeanu        | 11 s 47        |
| 6             | Libéria Phobay Kutu-Akoi         | 11 s 61        |
| 7             | Seicheles Joanne Pricilla Loutoy | 12 s 35        |
| 8             | Macedônia do Norte Ivana Rožhman | 12 s 44        |

| Classificação | Atleta                              | Tempo          |
| ------------- | ----------------------------------- | -------------- |
| 1             | Bulgária Ivet Lalova                | 11 s 10 Q      |
| 2             | Nigéria Oludamola Osayomi           | 11 s 15 Q      |
| 3             | Trinidad e Tobago Michelle-Lee Ahye | 11 s 20 Q (PB) |
| 4             | Grã-Bretanha Laura Turner           | 11 s 45        |
| 5             | Uzbequistão Guzel Khubbieva         | 11 s 46        |
| 6             | Colômbia Yomara Hinestroza          | 11 s 57        |
| 7             | San Marino Martina Pretelli         | 12 s 28 (NR)   |
| 8             | Ilhas Cook Patricia Taea            | 12 s 63        |

| Classificação | Atleta                               | Tempo     |
| ------------- | ------------------------------------ | --------- |
| 1             | Trinidad e Tobago Kelly-Ann Baptiste | 11 s 27 Q |
| 2             | Japão Chisato Fukushima              | 11 s 35 Q |
| 3             | Brasil Rosângela Santos              | 11 s 38 Q |
| 4             | Estados Unidos Mikele Barber         | 11 s 40   |
| 5             | Grã-Bretanha Anyika Onuora           | 11 s 41   |
| 6             | Camarões Delphine Atangana           | 11 s 56   |
| 7             | Moçambique Anatercia Quive           | 12 s 40   |
| 8             | Angola Alda Paulo                    | 13 s 02   |

| Classificação | Atleta                                  | Tempo        |
| ------------- | --------------------------------------- | ------------ |
| 1             | Nigéria Blessing Okagbare               | 11 s 10 Q    |
| 2             | Jamaica Shelly-Ann Fraser               | 11 s 13 Q    |
| 3             | Brasil Ana Claudia Silva                | 11 s 27 Q    |
| 4             | Bulgária Inna Eftimova                  | 11 s 36      |
| 5             | Cazaquistão Olga Bludova                | 11 s 63      |
| 6             | Malta Diane Borg                        | 12 s 22      |
| 7             | Nauru Lovelite Detenamo                 | 12 s 51 (PB) |
|               | São Vicente e Granadinas Natasha Mayers | DNS          |

| Classificação | Atleta                           | Tempo     |
| ------------- | -------------------------------- | --------- |
| 1             | França Myriam Soumaré            | 11 s 12 Q |
| 2             | Estados Unidos Marshevet Myers   | 11 s 16 Q |
| 3             | Ucrânia Olesya Povh              | 11 s 26 Q |
| 4             | Jamaica Jura Levy                | 11 s 34 q |
| 5             | Alemanha Leena Günther           | 11 s 36   |
| 6             | Coreia do Sul Hye-lim Jung       | 11 s 88   |
| 7             | Comores Feta Ahamada             | 12 s 22   |
| 8             | São Tomé e Príncipe Gloria Diogo | 12 s 46   |

| Classificação | Atleta                               | Tempo          |
| ------------- | ------------------------------------ | -------------- |
| 1             | Jamaica Veronica Campbell-Brown      | 11 s 19 Q      |
| 2             | França Véronique Mang                | 11 s 20 Q      |
| 3             | Rússia Aleksandra Fedoriva           | 11 s 28 Q (PB) |
| 4             | Alemanha Yasmin Kwadwo               | 11 s 29 q (PB) |
| 5             | Ucrânia Nataliya Pohrebnyak          | 11 s 34        |
| 6             | Malásia Norjannah Hafiszah Jamaludin | 11 s 74        |
| 7             | Tajiquistão Vladislava Ovcharenko    | 12 s 24        |
| 8             | Mali Djénébou Danté                  | 12 s 32 (PB)   |

### Semifinal
Qualificação: Os 2 de cada bateria (Q) e os 2 mais rápidos (q) avançam para a final.
Vento: Bateria 1: −1,3 m/s, Bateria 2: −1,4 m/s, Bateria 3: −1,5 m/s
| Classificação | Atleta                              | Tempo     |
| ------------- | ----------------------------------- | --------- |
| 1             | Jamaica Kerron Stewart              | 11 s 26 Q |
| 2             | Estados Unidos Marshevet Myers      | 11 s 38 Q |
| 3             | França Myriam Soumaré               | 11 s 47   |
| 4             | Noruega Ezinne Okparaebo            | 11 s 48   |
| 5             | Trinidad e Tobago Michelle-Lee Ahye | 11 s 48   |
| 6             | Grã-Bretanha Jeanette Kwakye        | 11 s 48   |
| 7             | Alemanha Yasmin Kwadwo              | 11 s 54   |
| 8             | Nigéria Oludamola Osayomi           | 11 s 58   |

| Classificação | Atleta                          | Tempo     |
| ------------- | ------------------------------- | --------- |
| 1             | Jamaica Shelly-Ann Fraser       | 11 s 03 Q |
| 2             | Jamaica Veronica Campbell-Brown | 11 s 06 Q |
| 3             | Nigéria Blessing Okagbare       | 11 s 22 q |
| 4             | Trinidad e Tobago Semoy Hackett | 11 s 35   |
| 5             | Gabão Ruddy Zang Milama         | 11 s 43   |
| 6             | Ucrânia Olesya Povh             | 11 s 48   |
| 7             | Bahamas Sheniqua Ferguson       | 11 s 59   |
| 8             | Brasil Rosangela Santos         | 11 s 61   |

| Classificação | Atleta                               | Tempo     |
| ------------- | ------------------------------------ | --------- |
| 1             | Estados Unidos Carmelita Jeter       | 11 s 03 Q |
| 2             | Trinidad e Tobago Kelly-Ann Baptiste | 11 s 05 Q |
| 3             | Bulgária Ivet Lalova                 | 11 s 23 q |
| 4             | França Véronique Mang                | 11 s 44   |
| 5             | Jamaica Jura Levy                    | 11 s 53   |
| 6             | Rússia Aleksandra Fedoriva           | 11 s 54   |
| 7             | Brasil Ana Claudia Silva             | 11 s 55   |
| 8             | Japão Chisato Fukushima              | 11 s 59   |

### Final
Vento: −1.4 m/s
| Colocação         | Faixa | Nome                    | Nacionalidade     | Tempo | Notas |
| ----------------- | ----- | ----------------------- | ----------------- | ----- | ----- |
| Medalha de ouro   | 4     | Carmelita Jeter         | Estados Unidos    | 10,90 |       |
| Medalha de prata  | 8     | Veronica Campbell-Brown | Jamaica           | 10,97 |       |
| Medalha de bronze | 5     | Kelly-Ann Baptiste      | Trinidad e Tobago | 10,98 |       |
| 4                 | 3     | Shelly-Ann Fraser-Price | Jamaica           | 10,99 |       |
| 5                 | 2     | Blessing Okagbare       | Nigéria           | 11,12 |       |
| 6                 | 6     | Kerron Stewart          | Jamaica           | 11,15 |       |
| 7                 | 1     | Ivet Lalova             | Bulgária          | 11,27 |       |
| 8                 | 7     | Marshevet Myers         | Estados Unidos    | 11,33 |       |

Legenda
| Recorde mundial       | Recorde mundial (World record)               |                       | Recorde africano                      | Recorde africano (African) |                                           | Q | Classificado por posição (Qualified) |
| Recorde do campeonato | Recorde do campeonato (Championship record)  | Recorde da América    | Recorde da América (Americas)         | q                          | Classificado por melhor tempo (Qualified) |   |                                      |
| Melhor marca do ano   | Melhor marca do ano (World leading)          | Recorde asiático      | Recorde asiático (Asian)              | DNS                        | Não largou (Did not start)                |   |                                      |
| Recorde nacional      | Recorde nacional (National record)           | Recorde europeu       | Recorde europeu (European)            | DNF                        | Não terminou (Did not finish)             |   |                                      |
| Recorde pessoal       | Recorde pessoal do atleta (Personal best)    | Recorde da Oceania    | Recorde da Oceania (Oceania)          | DSQ / DQ                   | Desclassificado (Disqualified)            |   |                                      |
| Recorde da temporada  | Recorde da temporada do atleta (Season best) | Recorde sul-americano | Recorde sul-americano (South America) | NM                         | Sem marca (No mark)                       |   |                                      |